# Ngày Kalevala

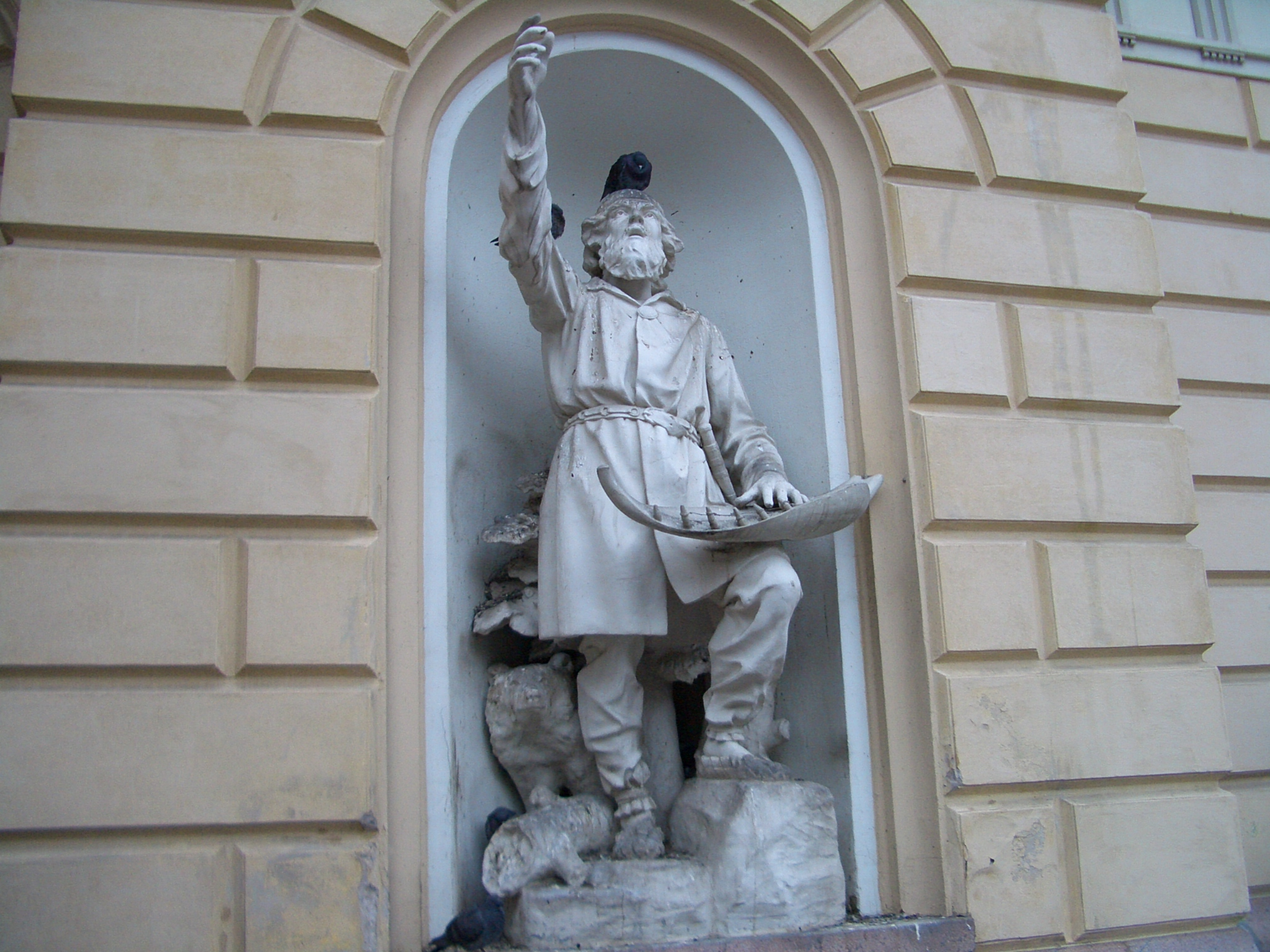
Tượng ông Väinämöinen – nhân vật anh hùng trong sử thi Kalevala, được bài trí bên ngoài Nhà văn hóa sinh viên cũ, Helsinki, Phần Lan

Ngày Kalevala (tiếng Phần Lan: Kalevalan päivä), tên gọi khác là Ngày Văn hóa Phần Lan (tiếng Phần Lan: suomalaisen kulttuurin päivä), là một ngày lễ được tổ chức hằng năm vào ngày 28 tháng 2 để vinh danh Kalevala – sử thi Phần Lan và nền văn hóa dân tộc Phần Lan. Sử thi Kalevala đã đóng vai trò quan trọng trong việc định hình bản sắc dân tộc Phần Lan và là một nguồn cảm hứng lớn cho nền văn chương, âm nhạc cũng như nghệ thuật thị giác của quốc gia này. Ngày 28 tháng 2 được chọn làm ngày kỷ niệm Kalevala bởi vì vào ngày này năm 1835, tác giả Elias Lönnrot đã đặt bút ký vào phần Tựa cho ấn bản đầu tiên của sử thi Kalevala. Ngày Kalevala là một trong những ngày treo cờ chính thức của Phần Lan.